# أنتوني ألين (لاعب كرة قدم أمريكية)
أنتوني ألين (بالإنجليزية: Anthony Allen)‏ هو لاعب كرة قدم أمريكية ولاعب كرة قدم كندية أمريكي، ولد في 6 أغسطس 1988 في تامبا في الولايات المتحدة.

## وصلات خارجية
- أنتوني ألين على موقع مرجع كرة القدم المحترفة.كوم (الإنجليزية)